# Regiones di 25143 Itokawa
Segue una lista delle regiones presenti sulla superficie di 25143 Itokawa. La nomenclatura di 25143 Itokawa è regolata dall'Unione Astronomica Internazionale; la lista contiene solo formazioni esogeologiche ufficialmente riconosciute da tale istituzione.
Le regiones di Itokawa portano i nomi di luoghi e oggetti legati alla scoperta e all'esplorazione di Itokawa.
Sono tutti stati identificati durante il sorvolo ravvicinato della sonda Hayabusa, l'unica ad avere finora raggiunto Itokawa.

## Prospetto
| Regio            | Eponimo | Latitudine | Longitudine | Diametro |
| ---------------- | --- | ---------- | ----------- | -------- |
| Arcoona Regio    | Arcoona - Località nei pressi del punto di rientro della sonda Hayabusa a Woomera, in Australia.                                               | 28° N      | 202° E      | 161 m    |
| LINEAR Regio     | LINEAR - Acronimo di Lincoln Near-Earth Asteroid Research, il programma di ricerca che ha scoperto Itokawa.                                    | 40° S      | 232° E      | 122 m    |
| MUSES-C Regio    | MUSES-C – Acronimo di Mu Space Engineering Spacecraft C, il nome della missione Hayabusa prima del lancio.                                     | 70° S      | 60° E       | 30 m     |
| Ohsumi Regio     | Ōsumi – Penisola del Giappone dove ha sede il Centro spaziale di Uchinoura.                                                                    | 33° N      | 207° E      | 140 m    |
| Sagamihara Regio | Sagamihara – Città del Giappone dove aveva sede l'Institute of Space and Astronautical Science, predecessore dell'Agenzia Spaziale Giapponese. | 80° N      | 15° E       | 230 m    |
| Uchinoura Regio  | Centro spaziale di Uchinoura – Base spaziale giapponese da cui è stata lanciata la sonda Hayabusa.                                             | 40° N      | 90° E       | 70 m     |
| Yoshinobu Regio  | Yoshinobu – Uno dei due complessi di lancio del Centro spaziale Tanegashima in Giappone.                                                       | 39° S      | 117° E      | 163 m    |